# Tiemen Brouwer
Tiemen Brouwer (Rheden, 19 december 1916 - Leiderdorp, 18 april 1977) was een Nederlands politicus.
Brouwer was een katholieke boerenvoorman en politicus. Als voorzitter van de Katholieke Nederlandse Boeren- en Tuindersbond (K.N.B.T.B.) was hij vertegenwoordiger van het 'groene front' in de KVP-fractie. Hij was tevens secretaris-penningmeester van de KVP-fractie en een van de financiële woordvoerders. Brouwer was korte tijd minister van Landbouw en Visserij in het kabinet-Den Uyl, als exponent van de rechtervleugel van zijn partij. Hij moest het ministerschap opgeven vanwege zijn gezondheid. Kort na zijn aantreden werd hij getroffen door een hersenbloeding.
- Biografisch Portaal: 44108870
- Parlement.com: vg09lkyrodrz